# Emanuel Villa
Emanuel Alejandro Villa (Casilda, 24 febbraio 1982) è un ex calciatore argentino, di ruolo attaccante.

## Carriera

### Club

#### Inizi
Inizia la sua carriera professionistica nel 2001, debuttando nell'Huracán, club di Primera División argentina; due stagioni dopo viene ceduto ai biancocelesti dell'Atlético de Rafaela, altro club argentino. Dopo la retrocessione del club della cittadina di Rafaela, nella provincia di Santa Fe, Villa cambia aria e fa ritorno nella massima divisione argentina, passando al Rosario Central: in due stagioni colleziona 43 presenze e mette a segno 18 reti. Nel 2007 approda ai messicani dell'Atlas de Guadalajara, e dopo una stagione in maglia rossonera viene ceduto ai giallorossi del Club de Fútbol Estudiantes de la Universidad Autónoma de Guadalajara, meglio conosciuti come Estudiantes Tecos, siglando 13 realizzazioni in 34 presenze.
Villa ha iniziato la sua carriera professionistica nel 2001 nel Club Atlético Huracán (Primera División Argentina), totalizzando 45 presenze e 10 gol tra il 2001 e il 2003.
Nel 2003 si trasferisce all'Atlético de Rafaela, dove disputa 24 partite segnando 10 gol nella stagione 2003–2004. Dopo la retrocessione del club, nel 2004 passa al Rosario Central, dove rimane due stagioni, totalizzando 43 presenze e 18 reti tra il 2004 e il 2006.
Nel 2006 si trasferisce in Messico, all'Atlas de Guadalajara, con cui segna 15 gol in 30 partite durante la stagione 2006–2007.
Nel 2007 è acquistato dall’Estudiantes Tecos (Universidad Autónoma de Guadalajara), dove in una stagione realizza 13 reti in 34 partite tra campionato e coppe.

#### L'esperienza europea al Derby County
Durante la sessione di mercato di "riparazione" del gennaio 2008 passa agli inglesi del Derby County, che lo acquistano per 2 milioni di sterline (equivalenti a circa 2,8 milioni di euro) e con cui firma un contratto di tre anni. Debutta nella gara interna persa contro il Wigan Athletic F.C. per 1-0, il 14 gennaio 2008; tre settimane dopo, il 2 febbraio, sigla la sua prima rete in maglia bianconera insaccando di testa, nei minuti finali, un cross del terzino Dean Leacock e regalando al Derby County un punto in trasferta a St Andrew's contro il Birmingham City. Quasi due mesi più tardi, il 29 marzo, Emanuel realizza la sua prima doppietta nella partita casalinga contro il Fulham al Pride Park Stadium: mette a segno la rete del vantaggio bianconero deviando un conclusione di Leacock ed a 10 minuti dalla fine regala il pareggio ai Rams con un colpo di testa vincente su assist di Mile Sterjovski. Il punto ottenuto non serve comunque al Derby County per evitare la retrocessione, che matura proprio quel giorno, con sei giornate d'anticipo. Nella stagione 2008/2009 torna ad essere una riserva. Il 5 novembre diviene il terzo giocatore in dieci anni ad aver messo a segno una tripletta per il Derby County, per la precisione nella partita di Carling Cup giocata a Pride Park contro il Brighton & Hove Albion.

#### Ritorno in Messico
Il 2 luglio 2009 passa a titolo definitivo alla società Cruz Azul per 1,7 milioni di sterline (2,4 milioni di euro); il giocatore firma un contratto biennale con il club biancoazzurro. L'argentino va subito in gol nel primo incontro della stagione dell'Apertura messicana disputato contro il Pumas UNAM e vinto per 3-0. Qualche mese più tardi, il 19 settembre 2009, realizza il suo primo poker in carriera ai gialloblu del San Luis Fútbol Club battuti con il risultato finale di 4-2. In 10 gare mette a segno 11 gol e la partita successiva realizza una doppietta contro i rossoblu del Club de Fútbol Atlante portandosi a quota 13 e stabilendo il proprio primato sulla classifica cannonieri del torneo. Al termine della stagione colleziona 48 presenze e mette a segno 28 reti tra Apertura, Clausura e Torneo Bicentenario. La stagione seguente vede il giocatore argentino mantener ben saldi i suoi standard realizzativi, con 23 sigilli in 49 match disputati. Come se non bastasse, nel luglio 2011 viene inserito nella classifica dei miglior marcatori di sempre della compagine della capitale a fronte dei 51 gol fatti in appena due campionati, riconoscimento che suggella un biennio eccezionale per il giocatore argentino. Torneo di Apertura 2011 e Torneo di Clausura 2012 si dimostrano nel complesso sottotono per il bomber, ma non del tutto avari di soddisfazioni; difatti egli si onora comunque di aver centrato l'obiettivo 15 volte (segna per la prima volta in Coppa Libertadores) in 33 apparizioni. Al termine della stagione calcistica e col contratto in scadenza, Villa e società non giungono ad un accordo di rinnovo; pertanto "Tito" è libero di firmare, arrivando a parametro zero, con i Pumas. Nella squadra felina rimane per solo un torneo, in cui mette a segno solo 3 gol e non entra mai nel vivo del gioco della squadra. Terminato il torneo di apertura, Villa rescinde il suo contratto con i Pumas e ne firma uno per i Tigres.

## Palmarès

### Club

#### Competizioni nazionali
- Coppa del Messico: 1

Queretaro: 2016